# Pochozjdenija Oktiabriny
Pochozjdenija Oktiabriny (ryska: Похождения Октябрины, fritt översatt: Oktiabrinas äventyr) är en sovjetisk stumfilm från 1924, regisserad av Grigorij Kozintsev och Leonid Trauberg.

## Handling
En kvinnlig komsomolmedlem är hyresvärd och vräker en NEP-man för uppsåtligen utebliven hyra, som springer iväg till husets tak. Där öppnar han en öl varur anden "Coolidge Curzon Poincaré" framträder. Nepmannen och anden planerar sedan att råna statsbanken Gosbank men hindras av medlemmar ur Komsomol.

## Rollista
- Zinaida Tarachovskaja – Oktiabrina
- Jevgenij Kumejko – Nepman
- Sergej Martinson – Coolidge Curzon Poincaré
- Antonio Tserep – annonsör